# Enoplognatha gemina
Enoplognatha gemina är en spindelart som beskrevs av Robert Bosmans och Van Keer 1999. Enoplognatha gemina ingår i släktet Enoplognatha och familjen klotspindlar. Inga underarter finns listade i Catalogue of Life.